# Najemnik (komiks)
Najemnik (tytuł oryginału: El Mercenario) – hiszpańska seria komiksowa z gatunku heroic fantasy i science fantasy autorstwa Vicente Segrellesa, publikowana pierwotnie w latach 1980–2003. Jej cechą charakterystyczną, rzadko spotykaną w komiksach, jest wykonanie każdej planszy w technice malarstwa olejnego. Ostatni, specjalny 14. tom ukazał się w 2014 i ma charakter ilustrowanej powieści z opisami fabuły zamykającymi wątki z poprzednich epizodów. 

## Historia publikacji
Seria początkowo publikowana w odcinkach w czasopiśmie "Cimac", od 1982 ukazywała się w formie indywidualnych tomów nakładem wydawnictwa Norma Editorial. Została przetłumaczona m.in. na język angielski, chorwacki, francuski, niderlandzki, niemiecki, portugalski, włoski. Po polsku ukazuje się od 2018 nakładem wydawnictwa Kurc.

## Fabuła
Seria toczy się w świecie przypominającym średniowieczny i opowiada o przygodach tajemniczego najemnika z Krainy Wiecznych Chmur, w której walczy z ludźmi, potworami i kosmitami. Często towarzyszy mu uratowana wcześniej z opresji piękna kobieta.

## Tomy
| Tom | Tytuł i rok wydania polskiego       | Tytuł i rok wydania oryginalnego   |
| --- | ----------------------------------- | ---------------------------------- |
| 1   | Kult Świętego Ognia (2018)          | El pueblo del fuego sagrado (1982) |
| 2   | Formuła (2018)                      | La fórmula (1983)                  |
| 3   | Próby (2019)                        | Las pruebas (1984)                 |
| 4   | Ofiara (2019)                       | El sacrificio (1988)               |
| 5   | Forteca (2020)                      | La fortaleza (1991)                |
| 6   | Czarna kula (2021)                  | La bola negra (1993)               |
| 7   | Wyprawa (2022)                      | El viaje (1995)                    |
| 8   | Rok tysięczny, koniec świata (2022) | Año 1000 (1996)                    |
| 9   | Zaginieni przodkowie (2023)         | Los ascendientes perdidos (1997)   |
| 10  | Giganci (2023)                      | Gigantes (1998)                    |
| 11  | Ucieczka (2025)                     | La huida (2000)                    |
| 12  |                                     | El rescate (I) (2002)              |
| 13  |                                     | El rescate (II) (2003)             |
| 14  |                                     | El último día (2014)               |